# Альта-Верапас
А́льта-Верапа́с (исп. Alta Verapaz) — департамент на севере центральной части Гватемалы. Административным центром и крупнейшим городом департамента является Кобан. Альта-Верапас граничит на севере с Петеном, на востоке с Исабаль, на юге с Сакапой, Эль-Прогресо, и Баха-Верапасом и на западе с Киче.

## История

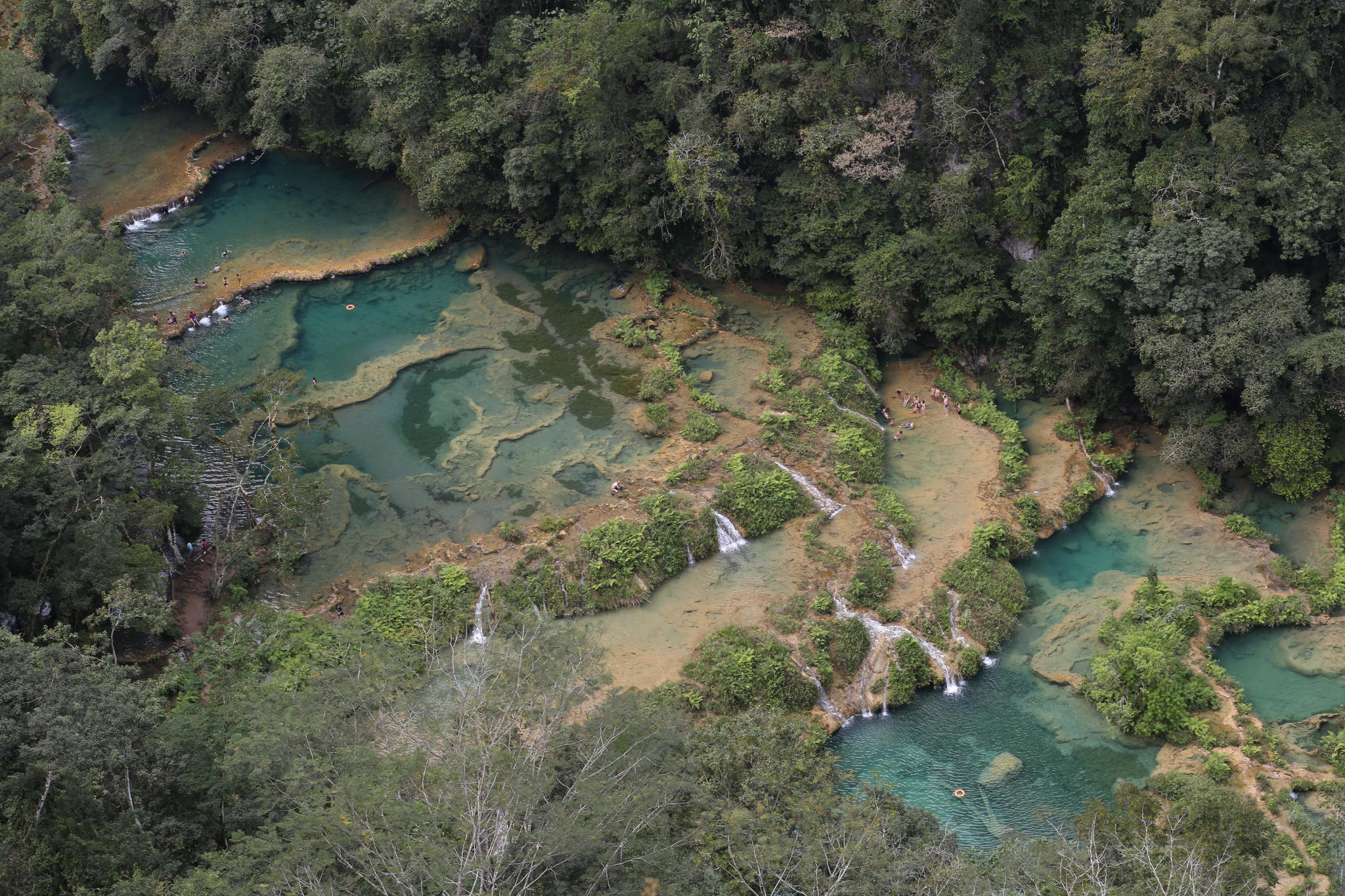
Водопад Семук Чампей

В доколумбовы времена территория департамента являлась частью цивилизации майя.
Когда испанские конкистадоры пришли в 1520-е годы в эти земли, они завоевали центральные и южные высокогорья Гватемалы, но были отброшены от этого региона ожесточённым сопротивлением местного населения. Испанские монахи просили ни о чём не подозревающих туземцев возможность «мирно» обратить эти земли в христианство, что им удалось, в результате область получила название «Verapaz», означающее «Истинный мир», поскольку благодаря христианизации данные земли были присоединены к Испании без военной силы.
В XIX веке важное значение в регионе приобрело производство кофе.

## Муниципалитеты
В административном отношении департамент подразделяется на 17 муниципалитетов:
- Чахаль
- Чисек
- Кобан
- Фрай-Бартоломе-де-лас-Касас
- Ланкин
- Пансос
- Раксруа
- Сан-Кристобаль-Верапас
- Сан-Хуан-Чамелько
- Сан-Педро-Карча
- Санта-Крус-Верапас
- Санта-Мария-Кахабон
- Сенау
- Тактик
- Тамау
- Тукуру
- Санта-Каталина-Ла-Тинта